# Matt Wachter
Matthew Wachter est un bassiste américain originaire de Pottsville, membre de Angels & Airwaves et ex-membre de Thirty Seconds to Mars. 
Matt Wachter a été le premier bassiste de Thirty Seconds to Mars de 2001 à 2007, avant de rejoindre le groupe Angels & Airwaves après le départ du bassiste Ryan Sinn le 23 avril 2007. Il n'a donc pas travaillé sur le premier album de Angels & Airwaves We Don't Need to Whisper, sorti en mai 2006, mais il a travaillé sur la composition des albums suivants, à savoir I-Empire, Love et Love: Part Two.
Le goût pour la musique est arrivé très tôt pour Matt Wachter. De 5 à 8 ans, il essaya divers instruments, pour se focaliser vers le piano et la batterie. Il se tourna vers la basse car il voulait « jouer dans un groupe ». On peut noter que Matt n'a presque jamais joué de la guitare.
Il est un grand fan de l'équipe de baseball des Boston Red Sox. Matt est aussi fan de body art et a avoué posséder plus d'une vingtaine de tatouages. Il a une fille nommée Sailor Mae, née le 14 mai 2009 de son union avec sa femme Libby.
On peut voir une apparition de Matt Wachter et du groupe Angels & Airwaves dans la saison 6, épisode 10 des Frères Scott.